# دينا خانكان
ممثلة سورية من مواليد دمشق وكانت في عام 2017 اعلنت اعتزالها الدراما والسينما الا انها رجعت مرة أخرى للعمل الفني وقدمت مسلسل أساطير في قادم الزمان في عام 2020م 

## سيرتها
ممثلة سورية من مواليد دمشق بدأت مسيرتة الفنية عام 1991 م قدمت عدد من المسلسلات التلفزيونية ولكنها لم تظهر بأدوار بطولة في الدراما السورية، وإنما اكتفت بأدوار مساعدة خلال مسيرتها الفنية وأهم الأعمال التي قامت فيها هي العراب: تحت الحزام - خبرني ياطير - زمن الخوف مسلسل صراع على الرمال 

## أعمالها

### مسلسلاتها
- أساطير في قادم الزمان (2020)[4]
- العراب - تحت الحزام (2016)
- أيام لا تنسى (2016)
- طوق البنات ج2 (2015)
- زمن البرغوت ج2 (2013)
- بنات العيلة (2013)
- ولادة من الخاصرة 2: ساعات الجمر (2012)
- رجال العز (2011)
- الحب أولاً (2010)
- تخت شرقي (2010)
- مطلوب رجال (2010)
- قلبي معكم (2009)
- صراع على الرمال (2008)
- بهلول أعقل المجانين (2007)
- زمن الخوف (2007)
- ممرات ضيقة (2007)
- أعيدوا صباحي (2006)
- خالد بن الوليد ج1 (2006)
- موكب الإباء (2005)
- الخيط الأبيض (2004)
- ذكريات الزمن القادم (2003)
- سيف بن ذي يزن (2003)
- بقعة ضوء ج1 (2001)
- سحر الشرق (2001)
- حكايا من ظرفاء ولكن (2000)
- خوخ ورمان (2000)
- عائلتي وأنا (2000)
- ثلوج الصيف (1999)
- دنيا (1999)
- لوين (1999)
- الطويبي (1998)
- خان الحرير ج2 (1998)
- أفراح مؤقتة (1997)
- المرحون (1997)
- ظلال ورمال (1997)
- مرايا 97 (1997)
- الراية والغيث (1996)
- اللوحة الناقصة (1996)
- كنا أصدقاء (1996)
- حنظلة أبو ريحانة (1995)
- خلف الجدران (1995)
- سماح (1995)
- نهارات الدفلي (1995)
- يوميات مدير عام ج1 (1995)
- نهاية رجل شجاع (1994)
- الجذور لا تموت (1993)
- حكايات حكيم الزمان (1993)
- غدر الزمان (البريئة) (1993)
- ختفاء رجل (1992)
- درب التبان (1992)
- الدغري (1992)
- سكان الريح (1992)
- يام الخوف (1991)
- الحوالة
- حرائر النساء
- شقاء امرأة
- نهاية اللعبة

### افلامها
- الأب (2015)
- خبرني يا طير (2008)

### سهرة تلفزيونية
- شركاء بالإكراه (1993)
- إنها حياتي
- وقائع وأحلام فرج

### تمثيلية
- الشقيقتان